# Hypomesus japonicus
Hypomesus japonicus is een straalvinnige vissensoort uit de familie van spieringen (Osmeridae). De wetenschappelijke naam van de soort is voor het eerst geldig gepubliceerd in 1856 door Brevoort.